# Mouvement de reconstruction rurale
 (octobre 2010).
Si vous disposez d'ouvrages ou d'articles de référence ou si vous connaissez des sites web de qualité traitant du thème abordé ici, merci de compléter l'article en donnant les références utiles à sa vérifiabilité et en les liant à la section « Notes et références ».
Le Mouvement de reconstruction rurale (MRR) a été lancé en Chine dans les années 1920 par James Yen, Liang Shuming et d'autres intellectuels désireux de faire revivre les villages chinois en proie aux évènements historiques de l'époque. 
S'efforçant de trouver une voie médiane, indépendante du gouvernement nationaliste de Tchang Kaï-chek, et en concurrence avec l'approche radicale et/ou révolutionnaire adoptée par Mao Zedong et le Parti communiste chinois pour organiser la vie des villages chinois, Liang Shuming commence par mettre en place les fondements d'un système éducatif dans le district administratif de Zouping (邹平县 ; pinyin : Zōupíng Xiàn) dans la province côtière du Shandong, afin d'améliorer les conditions de vie des zones rurales. 
Autour de 1931, le Mouvement est au premier plan dans la construction de la résistance chinoise face à l'invasion japonaise en renforçant l'économie et la structure politique du village. Le travail important réalisé en matière de santé semble avoir permis en dépit de la Seconde Guerre sino-japonaise de reconstruire la vie rurale. Faisant partie de la Ligue démocratique de Chine, les leaders du mouvement se sont rendus politiquement marginaux dans la guerre civile émergente entre les Communistes chinois et le Kuomintang.
En 1948, James Yen persuade le Congrès américain de financer l'établissement d'une Commission mixte pour la reconstruction rurale (Sino-American Joint Commission on Rural Reconstruction ou JCRR). Avant de se rendre à Taiwan, JCRR participe à la réalisation de la réforme agraire et de projets d'éducation en Chine continentale. 
À Taïwan, la JCRR a permis dans les années 1950 de jeter les bases d'un développement rural ayant alimenté la croissance économique rapide des années 1960 et 1970. Dans les années 1990, plusieurs universitaires et réformateurs sociaux ont lancé un Nouveau Mouvement de Reconstruction Rurale (NMRR), notamment grâce à l'initiative de nombreux intellectuels tels que Wen Tiejun et He Xuefeng.